# Очерки по философии марксизма
Очерки по философии марксизма — сборник статей Владимира Базарова, Александра Богданова, Анатолия Луначарского, Якова Бермана, Осипа Гельфонда, Павла Юшкевича и Сергея Суворова, опубликованный в Санкт-Петербурге в 1908 году.

## Основы социальной философии
Последней в сборнике была статья Суворова, где он развивает реал-монистическую философию:
«В градации законов, регулирующих мировой процесс, частные и сложные сводятся к общим и простым — и все они подчиняются универсальному закону развития, — закону экономии сил. Сущность этого закона состоит в том, что всякая система сил тем более способна к сохранению и развитию, чем меньше в ней трата, чем больше накопление и чем лучше трата служит накоплению. Формы подвижного равновесия, издавна вызывавшие идею объективной целесообразности (солнечная система, круговорот земных явлений, процесс жизни), образуются и развиваются именно в силу сбережения и накопления присущей им энергии, — в силу их внутренней экономии. Закон экономии сил является объединяющим и регулирующим началом всякого развития, — неорганического, биологического и социального».

## Критика
Сборник вызвал резкую критику со стороны В. И. Ленина и наряду с книгой Богданова «Эмпириомонизм» стал поводом к написанию главной работы Ленина по философии «Материализм и эмпириокритицизм».

## Издания
- Очерки по философии марксизма. Философский сборник. — Изд. 2-е, [репр.]. — М.: ЛИБРОКОМ, 2011. — 328 с. — ISBN 978-5-397-02072-5